# Ming, ragazzi!
Ming, ragazzi!  è un film del 1973 diretto da Antonio Margheriti.